# Воєнтехнік 2 рангу
Воєнтехнік 2 рангу  (від «воєнний» та грец. techne — «мистецтво», «майстерність», скор. воєнний технік) — військове звання молодшого начальницького військово-технічного складу в Червоної армії СРСР з 1935 року по 1940/43 роки (поступово скасовувалося в різних родах військ та службах).
Еквівалентом звання було: у сухопутних силах звання лейтенант, у ВМС лейтенант.
Воєнтехнік 2 рангу  був вище за рангом ніж молодший воєнтехнік (з 1937 року) і нижче за рангом від воєнтехніка 1 рангу.

## Історія використання

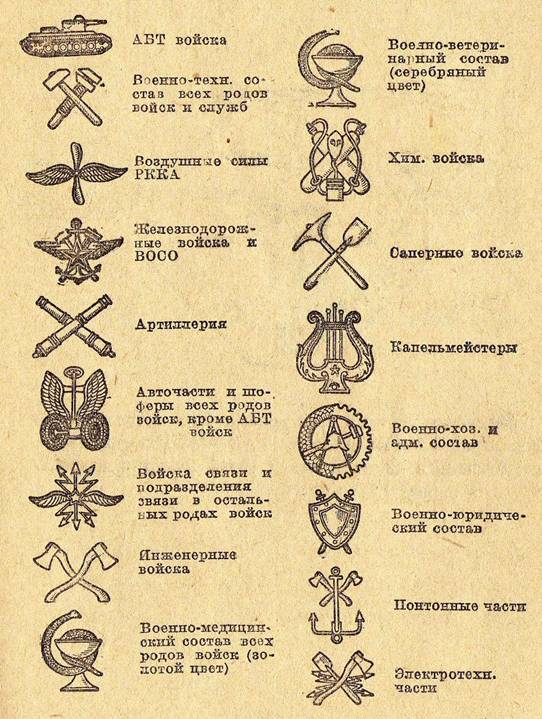
Додаток 1 Статуту внутрішньої служби РСЧА 1937 року («УВС-37») «Малюнки петличні знаків-емблем»

### 1935-1937
22 вересня 1935 року, при введенні персональних військових звань , для начальницького складу військово-технічного складу РСЧА та ВМС, були введені окремі звання, які відрізнялися від загальновійськових. Еквівалентом звань командного складу «лейтенант» (сухопутні сили), та «лейтенант» (флот), стає звання військово-технічного складу «воєнтехнік 2 рангу». Це було найнижче звання військово-технічного складу.

### 1937-1940
5 серпня 1947 ЦВК та РНК СРСР приймають постанову, згідно якому в додаток зо закону від 22 вересня 1935 року додавалися нові звання: молодший лейтенант, молодший воєнтехнік, молодший політрук. Найнижчим званням військово-технічного складу стає звання молодший воєнтехнік.

### 1940
Указами Президії Верховної Ради СРСР від 7 травня 1940 «Про встановлення військових звань вищого командного складу Червоної Армії» (рос. «Об установлении воинских званий высшего командного состава Красной Армии») та «Про встановлення військових звань вищого командного складу Військово-Морського Флоту» (рос. «Об установлении воинских званий высшего командного состава Военно-Морского Флота») вводилися генеральські та адміральські звання для вищого командного склада. Крім того цими указами встановлювалися нові звання для інженерів корабельної служби, дорівняні до звань командного складу. Еквівалентом звання «воєнтехнік 2 рангу» серед корабельного інженерного складу стає звання «інженер-лейтенант».

### 1942-1943
У 1942/43 роках відбувається уніфікація військових звань різних складів та служб РСЧА та РСЧФ.
З 1942 року звання «воєнтехнік 2 рангу» згідно постанов ДКО СРСР поступово замінюється на звання «технік-лейтенант»: 
- від 22 січня 1942 № 1180сс «Питання військово-повітряних сил Червоної Армії» введене звання технік-лейтенант інженерно-авіаційної служби;
- від 3 березня 1942 № 1381 «Про введення персональних військових звань інженерно-технічному складу артилерії Червоної Армії» і наказом військового комісаріату оборони СРСР №68 від 4 березня 1942 введене звання технік-лейтенант інженерно-артилерійської служби.
- від 7 березня 1942 № 1408 «Про введення персональних військових звань інженерно-технічному складу автобронетанкових військ Червоної армії» і наказом військового комісаріату оборони СРСР №71 від 8 березня 1942 вводилися звання інженерно-технічного складу, зокрема технік-лейтенант інженерно-танкової служби.
- від 4 квітня 1942 № 1528 «Про введення персональних військових звань інженерно-технічному складу ВПС ВМФ» і наказом НК ВМФ від 10 квітня 1942 ті самі звання вводились в ВМФ СРСР;
- у 17 червня 1942 введено звання технік-лейтенант для військово-технічного складу берегової служби ВМФ.

Останнім звання воєнтехніка 2 рангу було скасовано у військово-технічного складу технічних військ, що відбулося 4 лютого 1943

## Знаки розрізнення

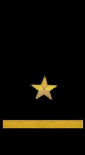
Воєнтехнік 2 рангу

### Сухопутні сили та авіація РСЧА
Знаки розрізнення військово-технічного складу сухопутних і повітряних сил РСЧА, були червоні, їх носили на петлицях свого роду військ з відповідним особливим значком (емблемою).
Для звання воєнтехнік 2 рангу був встановлений знак розрізнення в два квадрати («кубарі») в петлиці, як у лейтенанта, відрізняючись тільки окантовкою петлиць. Замість командирської золотистої окантовки була чорна (на чорних петлицях-червона чи синя), як у решти начальницького складу, а також у молодшого командного складу і червоноармійців.
Військовослужбовці військово-технічного складу РСЧА не мали на рукавах нашивок які були присутні у командного складу.

### ВМС
Командний склад ВМС, а також начальницький (військово-політичний, військово-технічний) склад який займав посади на кораблях, носили галуни жовтого (золотого) кольору. Інший начальницький склад (не командний) використовував галуни білого (сряблястого) кольору. Над галунними стрічками розташовувалася галуна п’ятипроменева зірка (відповідно срібляста чи золотиста).
Воєнтехніки 2 рангу мали на рукавах по одному середньому галуну, як лейтенант.

## Співвідношення
| Рід військ                                      | Відповідне звання / посада |
| Командний склад                                 | Командний склад |
| ----------------------------------------------- | --- |
| Сухопутні війська і ВПС РСЧА                    | Лейтенант |
| Військово-морський флот                         | Лейтенант |
| Народний комісаріат внутрішніх справ            | Сержант державної безпеки , введене постановою ЦВК та РНК СРСР від 7 жовтня 1935 року (військовослужбовці прикордонних та внутрішніх військ НКВС мали військові звання, які вживалися в РСЧА) Сержант міліції |
| Начальницький склад                             | |
| ВМФ                                             | Інженер-лейтенант |
| Військово-політичний склад усіх родів військ    | Молодший політрук (з 1937) |
| Військово-господарський склад усіх родів військ | Технік-інтендант 2 рангу |
| Військово-юридичній склад усіх родів військ     | Молодший воєнний юрист |
| Військово-медичний склад усіх родів військ      | Воєнфельдшер |
| Військово-ветеринарний склад усіх родів військ  | Воєнветфельдшер |

## Див також
Інженер-лейтенант